# 彼女たちのエアメール
『彼女からのエアメール』（かのじょからのエアメール）は、1996年8月4日から同年9月29日まで、TBS系列で放送されていたヒューマンドキュメンタリー番組である。毎日放送と創都の共同制作。放送時間は、毎週日曜11:00 - 11:30（JST）。スポンサーは、通信販売のウインディ一社提供。

## 概要
『海の向こうで暮らしてみれば』をリニューアルした番組として放送された。当初から『板東英二のクリックPAPA』と同様に『道浪漫』開始までの穴埋め番組として製作されたため、短期間で終了した。また、本放送終了後、毎日放送では、選抜高等学校野球大会や『ザ・プロ野球』（阪神タイガース戦）といった野球中継の際、試合の早終了時や雨天中止時の雨傘番組としてたびたび放送された。

## 出演
- ジョン・カビラ（ナレーション、スポンサー読み）

| 毎日放送・TBS系 日曜11:00 | 毎日放送・TBS系 日曜11:00 | 毎日放送・TBS系 日曜11:00   |
| 前番組                    | 番組名                    | 次番組                      |
| ------------------------- | ------------------------- | --------------------------- |
| 板東英二のクリックPAPA    | 彼女からのエアメール      | 道浪漫 （積水化学一社提供） |